# Demarziella metallica
Demarziella metallica là một loài bọ cánh cứng trong họ Bọ hung (Scarabaeidae).